# کرافوردویل (فلوریدا)
کرافوردویل (به انگلیسی: Crawfordville) یک منطقهٔ مسکونی در ایالات متحده آمریکا است که در شهرستان واکالا، فلوریدا واقع شده‌است. کرافوردویل ۱۱٫۸۳ کیلومتر مربع مساحت و ۳٬۷۰۲ نفر جمعیت دارد و ۴ متر بالاتر از سطح دریا واقع شده‌است.